# Periaman limbatus
Periaman limbatus är en insektsart som beskrevs av Walker 1859. Periaman limbatus ingår i släktet Periaman och familjen hornstritar. Inga underarter finns listade i Catalogue of Life.